# La Clisse
La Clisse ist eine westfranzösische Gemeinde mit 744 Einwohnern (Stand: 1. Januar 2022) im Département Charente-Maritime in der Region Nouvelle-Aquitaine. Sie gehört zum Arrondissement Saintes und ist Mitglied im Gemeindeverband Saintes - Grandes Rives - L’Agglo. Die Einwohner werden Clissois und Clissoises genannt.

## Geografie

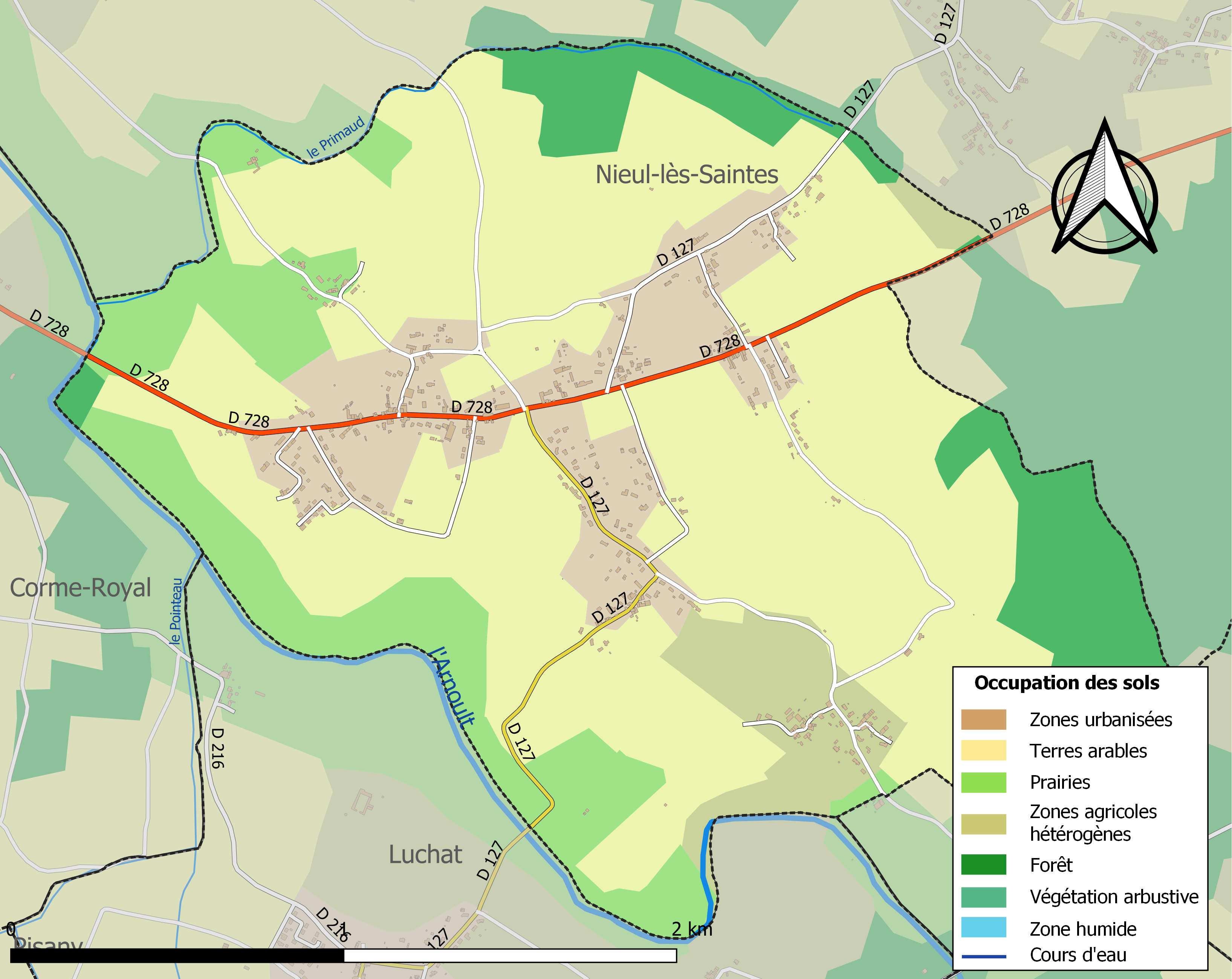
Bodennutzung, Hydrografie und Infrastruktur der Gemeinde (2018)

La Clisse liegt in der ehemaligen Provinz Saintonge, etwa zehn Kilometer westlich von Saintes. Die Gemeinde befindet sich im Einzugsgebiet der Charente. Ihr Gebiet wird vom Arnoult und einem seiner Nebenflüsse, dem Ruisseau Primaud, entwässert, die es im Südwesten bzw. im Norden begrenzen. Das Gebiet von La Clisse ist Teil des ZNIEFF-Naturgebietes 540014483 entlang des Arnoult. Über drei Viertel der Fläche der Gemeinde werden landwirtschaftlich genutzt, knapp 10 % sind bewaldet.
Umgeben wird La Clisse von den Nachbargemeinden Nieul-lès-Saintes im Norden und Osten, Pessines im Osten, Luchat im Süden sowie Corme-Royal im Westen.

## Bevölkerungsentwicklung

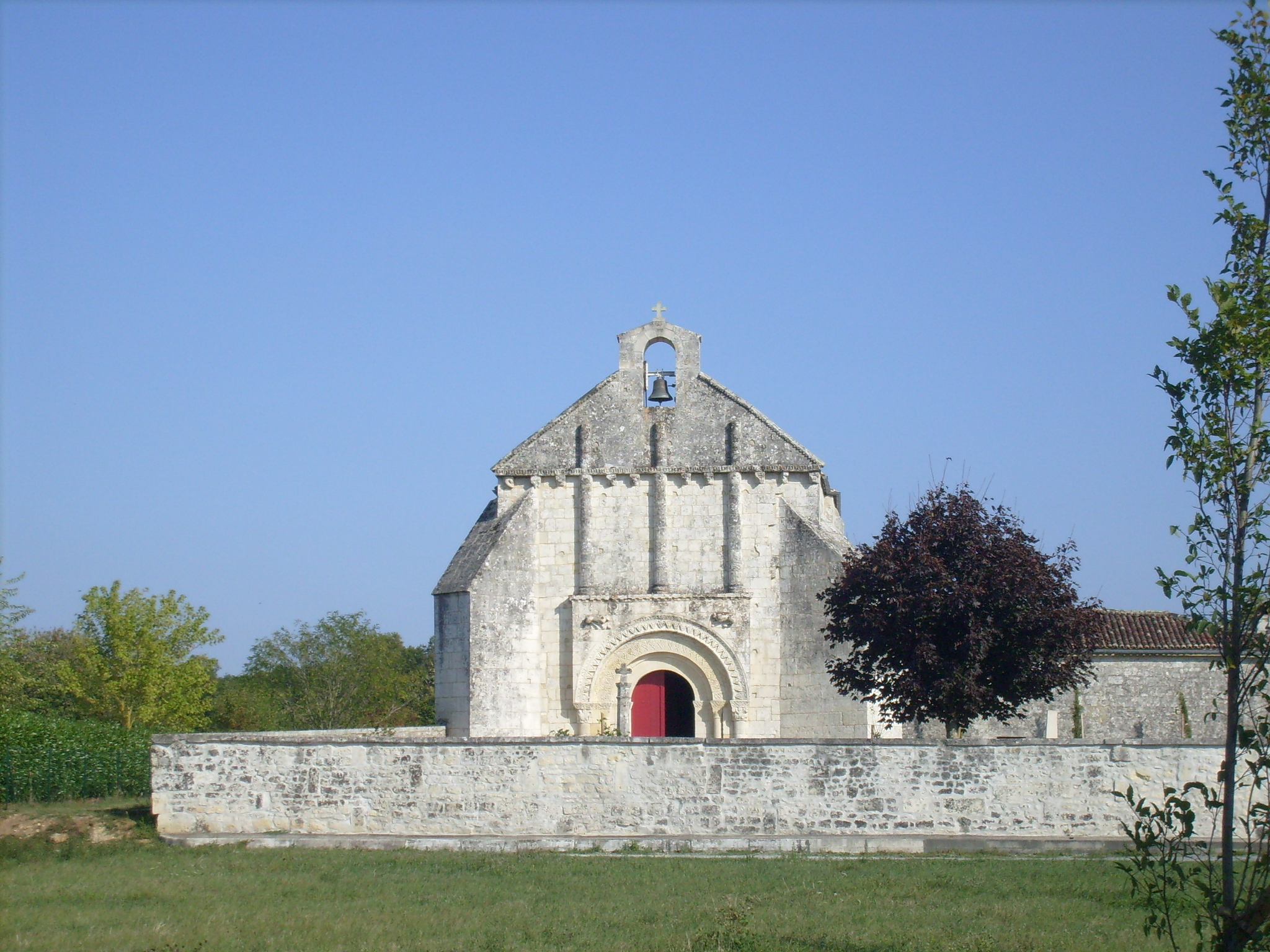
Kirche Sainte-Madeleine

| Jahr      | 1962 | 1968 | 1975 | 1982 | 1990 | 1999 | 2006 | 2013 | 2020 |
| Einwohner | 268  | 261  | 263  | 323  | 368  | 391  | 518  | 603  | 714  |

Quellen: Cassini und INSEE

## Sehenswürdigkeiten
- Kirche Sainte-Madeleine aus dem 12. Jahrhundert, seit 1928 als Monument historique eingeschrieben

## Verkehr
Die Departementsstraße 728, die ehemalige Route nationale 728, durchquert das Gemeindegebiet von Ost nach West und verbindet es mit Sainte im Osten und mit Bourcefranc-le-Chapus am Viaduc d’Oléron über Corme-Royal im Westen.
Busse einer Linie der regionalen Transportgesellschaft bedienen zwei Haltestellen in La Clisse und verbinden die Gemeinde montags bis freitags viermal am Tag mit Saintes und Marennes-Hiers-Brouage in der Nähe der Île d’Oléron.